# The Spark (Afrojack)
The Spark è un singolo del DJ olandese Afrojack, pubblicato nel 2013 e realizzato in collaborazione con il cantante statunitense Spree Wilson. Il brano è stato estratto dall'album Forget the World.

## Tracce
Download digitale
1. The Spark (featuring Spree Wilson) – 5:11

Download digitale – EP
1. The Spark (Tiësto vs. Twoloud Remix) – 4:36
2. The Spark (DubVision Remix) – 6:00
3. The Spark (Michael Calfan Remix) – 6:02
4. The Spark (Tetsuya Komuro Remix) – 4:04
5. The Spark (Blasterjaxx Remix) – 5:22